# Vol Airblue 202
Le 28 juillet 2010, l’Airbus A321 effectuant le vol Airblue 202, un vol intérieur régulier assurant la liaison entre Karachi et Islamabad, au Pakistan, s’est écrasé sur le flanc d'une colline située dans la chaîne de Margalla Hills (en), près de l’aéroport international Benazir Bhutto, à 10 h 43 heure locale,.
Les 146 passagers et 6 membres d’équipage à bord ont péri dans l’accident, ce qui en fait la pire catastrophe aérienne de l'histoire du Pakistan, ainsi que le premier accident mortel impliquant un Airbus A321.
L'autorité de l'aviation civile pakistanaise (en) a déclaré que l'accident a été causé par une utilisation inadéquate des commandes de vol par le commandant de bord. L'attitude arrogante de celui-ci pendant tout le vol a fait perdre au copilote son estime de soi, le rendant moins susceptible de dénoncer les erreurs du commandant et mettant fin à toute gestion significative des ressources de l'équipage, en raison de l'environnement de travail toxique qui a résulté dans le cockpit.

## Contexte

### Avion

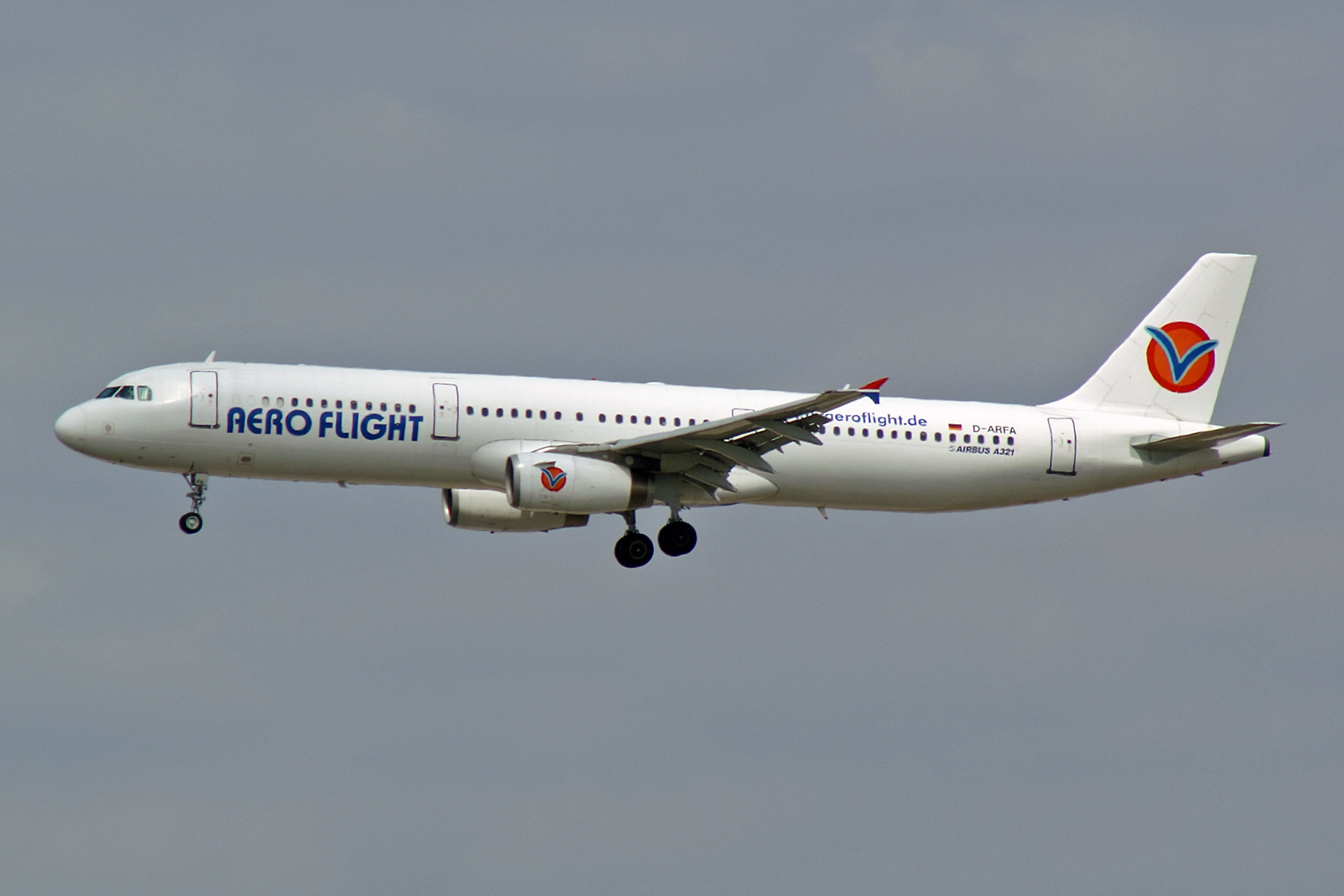
L'appareil impliqué dans l'accident, alors qu'il opérait pour Aero Flight, photographié en juillet 2005.

L'appareil impliqué était un Airbus A321-231 immatriculé AP-BJB (numéro de série 1218) et construit en 2000. Il a été initialement livré à la compagnie aérienne allemande Aero Lloyd, puis il a ensuite été utilisé par Aero Flight avant d'être repris par la compagnie pakistanaise Airblue en 2006. 
Cette version allongée de l'Airbus A320, équipé de deux turboréacteurs IAE V2533-A5, cumulait 34 018 heures de vol, effectuées en 13 566 cycles (décollages/atterrissages), au moment de l'accident. 
Cet avion a déjà été impliqué dans un autre incident, lorsqu'il a été frappé par la foudre le 30 décembre 2008, lors de son approche finale vers l'aéroport de Trabzon, en Turquie.

### Passagers et membres d'équipage
Le vol 202 transportait 146 passagers et six membres d'équipage. Parmi les passagers se trouvaient un capitaine en service actif des Forces armées pakistanaises et six membres du Parlement de la jeunesse du Pakistan (en), ainsi que trois hôtesses de l'air en congé. 
La majorité des passagers présents à bord étaient pakistanais, mais il y avait également deux ressortissants américains, ainsi qu'un ressortissant autrichien et un somalien présent à bord.
Le commandant de bord du vol 202, Pervez Iqbal Chaudhry (61 ans), totalisait 25 497 heures de vol, dont 1 060 heures aux commandes d'un A321. Le copilote, Muntajib Ahmed (34 ans), un ancien pilote de F-16 dans les Forces aériennes pakistanaises, cumulait 1 837 heures de vol à son actif, dont seulement 286 heures sur A321.
| Nationalité | Victimes  | Victimes | Total |
| Nationalité | Passagers | Équipage | Total |
| ----------- | --------- | -------- | ----- |
| Pakistan    | 142       | 6        | 148   |
| États-Unis  | 2         | 0        | 2     |
| Autriche    | 1         | 0        | 1     |
| Somalie     | 1         | 0        | 1     |
| Total       | 146       | 6        | 152   |

## Accident
Le vol 202 a quitté Karachi à 7 h 41, heure locale (2 h 41 UTC). Les contrôleurs aériens de l'aéroport international Benazir Bhutto ont perdu le contact avec l'avion à 9 h 41, heure locale (4 h 41 UTC). Les conditions météorologiques à ce moment-là étaient marginales, et l'équipage d'un avion de China Southern Airlines s'était dérouté vers un autre aéroport et un vol de Pakistan International Airlines (PIA) avait déjà effectué trois approches interrompues 30 minutes plus tôt.
L'avion a entamé la phase d'approche vers Islamabad par le sud-est, suivant une procédure d'approche « circulaire » (Circle-to-Land), qui oblige les pilotes à voler vers l'aéroport jusqu'à établir un contact visuel. Il s'agit ensuite de contourner l'aéroport par l'Est et le Nord, en restant à une distance de 9 km de l'aéroport, jusqu'à s'aligner sur la piste 12, qui fait face au sud-est. L'A321 s'est écrasé dans les montagnes en dehors du rayon de 9 km requis pour l'approche, à environ 15 km au nord de l'aéroport, en faisant face presque plein ouest, avant de pouvoir s'aligner sur la piste 12 pour l'approche finale.
Les pilotes n'ont envoyé aucun signal d'urgence avant le crash. Le ministre de l'Intérieur pakistanais, Rehman Malik, a déclaré que l'avion se trouvait à 2 600 pieds (790 m) lors de l'approche sur Islamabad, mais qu'il est remonté à 3 000 pieds (910 m) avant de finalement s'écraser. L'altitude de 2 600 pieds (790 m) était supérieure à l'altitude de descente minimale de sécurité (2 510 pieds (770 m) au-dessus du niveau de la mer ou 852 pieds (260 m) au-dessus du niveau du sol), si l'avion était resté dans le rayon de 9 km autour de l'aéroport.
L'épave du vol 202 a été retrouvé près du point de vue de Daman-e-Koh (en), dans les collines de Margalla Hills (en), située à l'extérieur d'Islamabad.
Les conditions météorologiques après l'accident, telles que détaillées par le METAR de 5 h 00 UTC pour l'aéroport d'Islamabad, étaient les suivantes : vent soufflant du 090 à 18 nœuds (33 km/h), visibilité de 3 500 m, pluie et nuages épars à 1 000 pieds (300 m), quelques nuages à 3 000 pieds (910 m), ciel couvert à 10 000 pieds (3 000 m), température de 25 °C (77 °F), point de rosée à 24 °C (75 °F), QNH à 1 006,9 hPa. 

## Recherche et sauvetage
Un responsable de la police locale a déclaré avoir reçu des informations selon lesquelles l'avion s'était écrasé dans la région de Margalla Hills (en), en raison de la présence de fumée dans la zone, mais ils n'ont pas pu atteindre le site en raison du manque d'accès au site du crash. Un hélicoptère de l'armée est arrivé pour inspecter le site à 10 h 30, heure locale (4 h 30 UTC), mais n'a pas pu atterrir. L'inspection aérienne sur place n'a révélé aucun survivant parmi les 152 passagers et membres d'équipage à bord. Tous les hôpitaux d'Islamabad ont par la suite été déclarés en état d'urgence.
Les secouristes présents sur les lieux ont signalé que les corps étaient mutilés et carbonisés, et que l'avion avait été totalement détruit par la violence de l'impact, ses pièces détachées étant éparpillées sur un vaste périmètre. Certaines débris de l'avion brûlaient encore, et les buissons environnants ont également pris feu. Les secouristes présents sur le lieu du crash auraient « creusé dans les décombres à mains nues ». Un haut responsable municipal a déclaré que l'opération de sauvetage avait été rendu très difficile, à cause des fortes pluies.
L'opération de sauvetage a été qualifiée de « chaotique ». Il a été rapporté que la majorité des personnes présentes sur les lieux du crash étaient des membres de la police antiterroriste pakistanaise, tandis que seules quelques personnes appartenaient aux équipes de recherche et de sauvetage. La plupart se contentaient de « rester là, à contempler les débris en feu », sans grand-chose à faire. Leur opération de recherche et de sauvetage a également été entravée par le manque de coordination entre les sauveteurs et les autres institutions gouvernementales, telles que l'armée, la police et l'Autorité de développement d'Islamabad.

## Enquête
L'autorité de l'aviation civile pakistanaise (en) (CAA) a immédiatement ouvert une enquête sur l'accident. Airbus a déclaré que la société fournirait une assistance technique complète aux autorités pakistanaises ; une équipe composée de six membres, dirigée par Nicolas Bardou, directeur de la sécurité des vols de la compagnie, est arrivée à Islamabad le 29 juillet 2010.
Les deux enregistreurs de vol de l'avion ont été localisés le 31 juillet. Junaid Ameen, directeur général de la CAA, a précisé que les boîtes noires seraient examiné par des "experts étrangers" en Allemagne ou en France, le Pakistan ne possédant pas l'équipement nécessaire pour décoder les enregistreurs de vol. Il a également déclaré que le processus d'extraction d'informations pourrait prendre de six mois à un an. Les autorités pakistanaises ont décidé d'envoyer l'enregistreur phonique (CVR) et l'enregistreur de paramètres (FDR) au Bureau d'enquêtes et d'analyses pour la sécurité de l'aviation civile (BEA) en France.

### L'approche

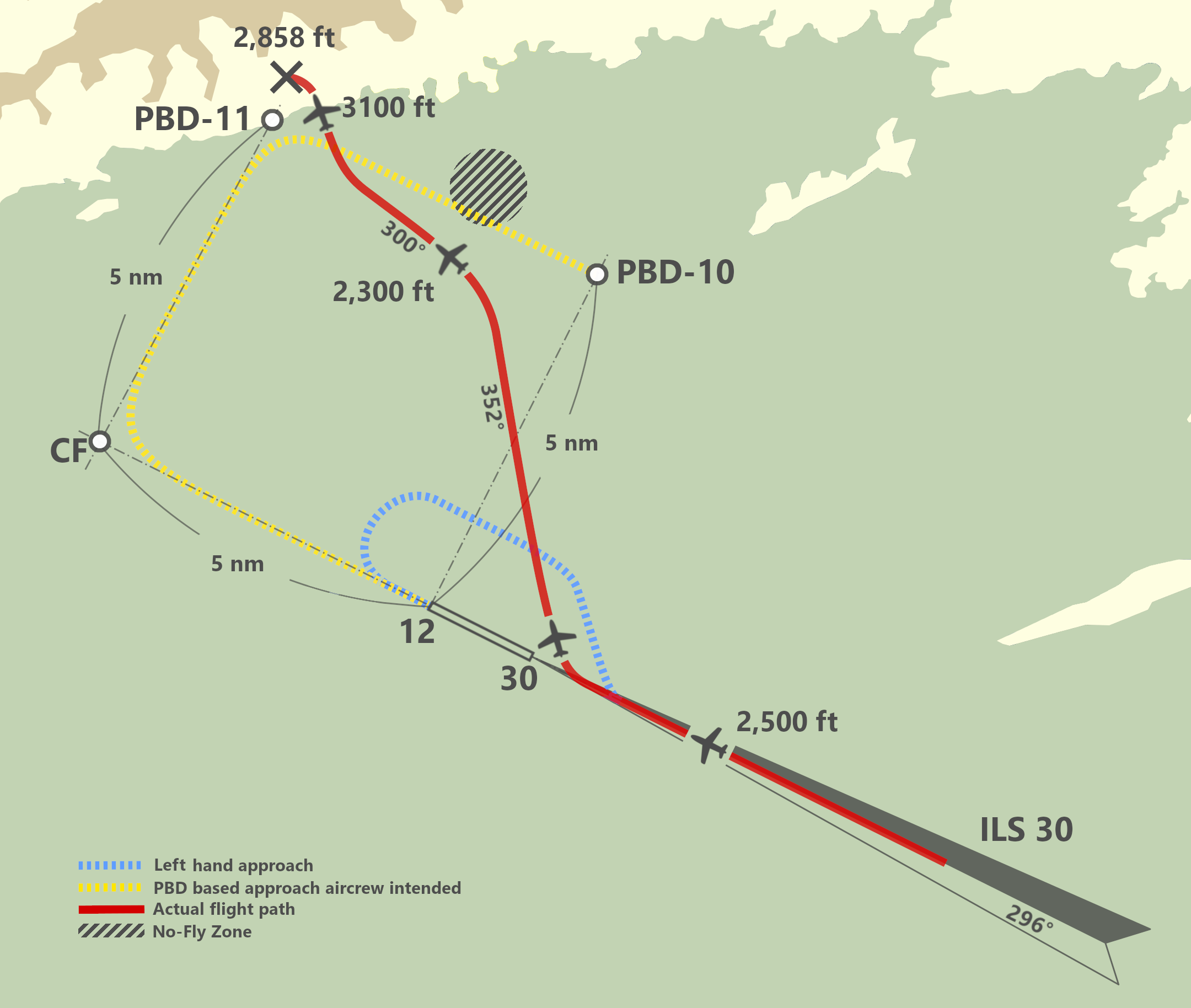
Diagramme représentant la trajectoire finale (rouge), la trajectoire recommandée (bleue) et la trajectoire non standard choisit par les pilotes (jaune) du vol 202

Le vol 202 arrivait à Islamabad en provenance du sud-ouest et l'équipage prévoyait d'effectuer un atterrissage à vue sur la piste 12. Le pays étant alors inondé par des fortes pluies depuis plusieurs jours, la visibilité s'était dégradée à 3,5 km. Face à une visibilité réduite, l'équipage a dû effectuer un atterrissage aux instruments sur la piste 30, la même piste mais en sens inverse, avant de pouvoir atterrir à vue sur la piste 12. Les pilotes ont alors dû effectuer des tours autour de la piste jusqu'à s'aligner. Plus précisément, l'équipage devait s'aligner sur la piste 30, virer à 45° vers la droite et maintenir cette trajectoire pendant 30 secondes, puis virer à gauche et voler parallèlement à la piste, attendre environ 20 secondes après avoir atteint le seuil de la piste 12 par le travers, avant de virer à 90° vers la gauche, puis virer à nouveau à gauche pour s'aligner sur la piste 12. Chaque segment de l'approche a été chronométré et les pilotes devaient d'abord établir un contact visuel avec la piste avant de pouvoir atterrir. L'approche indirecte doit être effectuée à une altitude minimale de 2 500 pieds (760 m).
L'aéroport était entouré d'une zone de sécurité de 8 km de large, destinée à offrir aux pilotes une zone sûre pour manœuvrer leurs appareils et éviter ainsi de percuter les collines situées derrière l'aéroport. Toutes les procédures d'atterrissage devaient être effectuées à l'intérieur de cette zone de protection. L'équipage a cependant réussi à voler largement au-delà et a même volé vers les collines, qui étaient assez éloignées de la limite de cette zone.
L'enregistrement du FDR et du CVR a révélé que le commandant Chaudhry, alors pilote en fonction (PF), a considérablement dévié des procédures établies pour une approche vers Islamabad. Durant l'approche, il a tenté une manœuvre non conventionnelle en demandant une approche vent arrière par la droite, en sélectionnant le mode « NAV » du pilote automatique, en volant très près des collines et en violant l'altitude minimale de descente (MDA) vers l'aéroport. À un moment donné, on l'a entendu rire de l'ordre du contrôle aérien (ATC) d'entrer en circuit d'attente et d'attendre une amélioration des conditions météorologiques, en disant : « Laissez-le dire ce qu'il a à dire. ». On l'a également entendu rejeter les inquiétudes de son copilote quant à l'établissement d'un contact visuel avec l'aéroport, estimant qu'aucun contact visuel n'était nécessaire tant que le pilote automatique était actif.
D'après le CVR, le commandant n'a initialement pas éprouvé d'inquiétude quant à sa décision de s'écarter des procédures d'approche standard vers Islamabad. Il a même annoncé son intention d'amorcer le virage pour un alignement avec la piste 12, à une distance où l'avion se trouvait dangereusement près des collines. En conséquence, l'avertisseur de proximité du sol (GPWS) a retenti à plusieurs reprises pour avertir l'équipage de l'imminence d'une collision avec le relief. Dans les dernières secondes, le commandant Chaudhry a paniqué et a finalement forcé l'avion à voler directement vers les collines, au lieu de les éviter. 

### Arrogance du commandant
Bien que de nombreux écarts par rapport aux procédures opérationnelles standard (SOP) aient été constatés, le copilote Ahmed est resté largement passif et insensible à ces différents écarts, même lorsque l'avion s'est retrouvé dangereusement près du relief. Le CVR a démontré qu'il n'a exprimé ses inquiétudes qu'à de rares occasions. De ce fait, ces écarts n'ont jamais été corrigés.
Son comportement pourrait s'expliquer par le conflit survenu lors de la première partie du vol. Durant la montée initiale du vol 202, le commandant Chaudhry décida d'utiliser ce moment précis pour tester les connaissances du copilote Ahmed. Insatisfait du résultat, le commandant Chaudhry réprimanda son copilote et l'humilia d'un ton « dur et arrogant », pendant environ une heure. Lorsqu'il décida d'arrêter, le copilote était devenu silencieux et passif. Il avait complètement perdu confiance en lui, ce qui permit au commandant d'enfreindre librement les procédures standard sans aucune suggestion, ni mesure corrective de la part de son collègue, bien moins expérimenté.
Le sentiment de supériorité du commandant Chaudhry s'est également manifesté plus tard, lors de la phase d'approche. Il a décidé de ne pas suivre la suggestion de l'ATC d'attendre à l'intérieur du circuit d'attente et a ignoré les inquiétudes de son copilote concernant l'établissement du contact visuel avec la piste d'atterrissage, pourtant crucial lors de la procédure d'approche. Si les pilotes n'avaient pas établi le contact visuel, l'abandon de l'approche était obligatoire. Il l'a également poursuivi alors que l'A321 se trouvait déjà hors de la zone de sécurité. Lorsque le GPWS a retenti dans le cockpit, il a poursuivi l'approche, malgré la faible altitude de l'avion par rapport au relief et les avertissements de son copilote. Il a également demandé à ce dernier de falsifier leur rapport transmis à l'ATC, lorsque le contrôleur leur a demandé s'ils avaient établi le contact visuel avec la piste 12.

### Série d'erreurs
Le test du commandant Chaudhry sur le copilote Ahmed durant la première partie du vol a fait chuter son niveau de confiance, ce qui a permis au commandant de piloter l'avion sans trop de restrictions. Ses erreurs de pilotage ont finalement provoqué le crash du vol 202. Pendant l'approche, il a insisté à plusieurs reprises auprès du contrôle aérien pour effectuer une approche vent arrière par la droite. Le contrôle aérien a refusé cette demande et le commandant Chaudhry a décidé de se conformer à la procédure. Puis, pour des raisons inconnues, il a décidé de désobéir aux procédures, sélectionnant le mode « NAV », ce qui n'était pas autorisé pendant une telle approche.
La navigation latérale (en) du système de gestion de vol (FMS) de l'A321 comporte deux modes : le mode « sélectionné » et le mode « géré » (NAV). Les pilotes sélectionnent alors le cap souhaité à l'aide d'un bouton. En mode « sélectionné », il leur suffit de saisir le cap souhaité en tournant le bouton. Le pilote automatique oriente alors l'avion vers le cap souhaité, qui est alors maintenu par celui-ci. Lors d'une approche indirecte, les pilotes utilisent généralement le mode sélectionné. En mode « NAV », les pilotes peuvent préprogrammer une route comprenant un ensemble de points de cheminement dans le FMS et le pilote automatique suit alors la route établie. Ainsi, contrairement au mode « sélectionné », les pilotes n'ont pas besoin de saisir continuellement de nouveaux caps dans le pilote automatique.
En sélectionnant le mode NAV, l'ordinateur de l'A321 a dû rechercher de nouveaux points de cheminement, car aucune donnée d'approche en mode NAV n'était disponible pour la piste 12. L'ordinateur a finalement trouvé un point de cheminement, nommé CF, bien qu'il soit situé en dehors de la zone de sécurité. Le commandant Chaudhry a décidé de créer un nouvel ensemble de points de cheminement qui mènerait finalement au point CF. Par la suite, il a déclaré qu'ils voleraient d'abord vers les points de cheminement créés, puis suivraient la route créée avant le virage prévu vers le point CF. Le copilote Ahmed n'a pas protesté et a décidé de suivre.
Le commandant a alors enclenché le mode « NAV ». À ce moment-là, il avait retardé le virage vers les nouveaux points de cheminement depuis un certain temps. De ce fait, ils se trouvaient bien au-delà de la zone de protection. À une altitude d'environ 2 300 pieds (700 m), l'alarme du GPWS a retenti. Le copilote Ahmed a averti le commandant Chaudhry de la présence du relief, mais ce dernier a insisté pour continuer à voler vers les points de cheminement, même s'il commençait à paraître incertain quant à sa position exacte. Un contrôleur de l'aéroport d'Islamabad, constatant que le vol 202 s'était égaré, a alors décidé de demander à l'équipage s'il avait établi un contact visuel avec la piste, ce à quoi l'équipage a répondu par un mensonge.
Face à une nouvelle alarme du GPWS, le commandant Chaudhry décida finalement de faire virer l'avion vers la gauche. Pour ce faire, il devait entrer le cap souhaité en tournant le bouton, puis passer du mode NAV au mode « sélectionné ». Pour activer le mode « sélectionné », il fallait tirer le bouton vers l'extérieur. Dans le cas du vol 202, le commandant oublia de tirer ce bouton. Par conséquent, le mode « sélectionné » ne s'est pas activé. Le pilote automatique ne parvint pas à obtenir le cap souhaité et l'avion maintint sa trajectoire, se dirigeant droit vers les collines. Déconcerté, le commandant Chaudhry tourna le bouton de cap encore plus vers la gauche.
Il réalisa finalement que le bouton de cap n'était pas enclenché et le tira vers l'extérieur. Or, lors de son moment de confusion, il l'avait tourné suffisamment vers la gauche pour que son cap finisse par revenir complètement à droite. Alors qu'il décidait d'engager le mode « sélectionné », au lieu de virer à gauche, l'A321 vira vers la droite, directement vers Margalla Hills (en). Sentant le danger, le GPWS ordonna aux pilotes de remonter immédiatement. Le commandant mit alors les gaz à fond et fit remonter l'avion, mais pas assez brusquement.
Le commandant Chaudhry, désorienté par son propre appareil, s'écria : « Pourquoi l'appareil ne vire-t-il pas à gauche ? ». Il décida alors de piloter l'appareil manuellement, ce qui le fit partir dans un roulis de 52° à gauche et également piquer du nez. Le copilote Ahmed, alors pris de panique, tenta à plusieurs reprises d'avertir le commandant du relief environnant. Ce dernier tenta alors de faire remonter l'appareil, mais en raison de l'altitude trop basse, ils ne pouvaient pas effectuer une récupération à temps.

## Conclusion
Le rapport final, publié par la CAA en novembre 2011, cite le manque de professionnalisme de l'équipage, ainsi que les mauvaises conditions météorologiques présentent dans la région, comme les principaux facteurs à l'origine du crash du vol 202. 
Les données récupérées dans les enregistreurs de vol confirment que le commandant de bord a ignoré ou n'a pas répondu correctement à de multiples alertes provenant du GPWS et de la tour de contrôle. Elles confirment également que le copilote a passivement accepté les actions du commandant de bord, après que celui-ci, à plusieurs reprises tout au long du vol, a adopté un ton autoritaire et l'a réprimandé à plusieurs reprises, ce qui lui a fait perdre son estime de soi, le rendant alors moins susceptible de dénoncer les erreurs du commandant de bord.
Le rapport conclut que l'accident est un impact sans perte de contrôle (CFIT), et que l'équipage n'a pas fait preuve du jugement et des compétences professionnelles suffisantes pour cette étape du vol, en raison d'un environnement de travail toxique qu'il avait lui-même créé. . Dans leur détermination à atterrir par mauvais temps, ils ont commis de graves violations des procédures standards et des manquements à la discipline de vol dans le cockpit, ce qui a mis l'appareil dans une situation dangereuse, au-dessus d'un terrain montagneux et à basse altitude.

## Conséquences
Les représentants des familles des passagers du vol 202 ont remis en question la validité du rapport et les qualifications des enquêteurs. En 2012, après un examen approfondi du public et des autorités concernant le manque de qualité de ce rapport, la Haute Cour de Peshawar a ordonné au gouvernement pakistanais de réenquêter sur l'accident avec l'aide de l'Organisation de l'aviation civile internationale (OACI). Le rapport révisé a finalement été transmis à l'OACI en novembre 2012, mais elle a exprimée sa déception quant au rapport final, le qualifiant d'incomplet. Ils ont déclaré que l'organisme chargée de l'enquête par la CAA, le Bureau d'enquête de sécurité du Pakistan (SIB), n'était pas indépendante et ont émis une recommandation de révision indépendante du rapport final.
Déçus par la manière dont l'enquête a été menée, certains proches des victimes ont déposé une pétition pour que le SIB devienne un organisme indépendant et autonome. Cette pétition a été soutenue et déposée conjointement par la politicienne Marvi Memon (en). Le gouvernement fédéral pakistanais a affirmé que le projet de loi a été préparé pour être soumis au Premier ministre. Cependant, le projet de loi était toujours en attente d'examen au Sénat et n'aurait pas encore été adopté par le Parlement. Ce projet de loi a été retardé pendant des années jusqu'à ce que le Pakistan soit confronté à une nouvelle catastrophe aérienne en décembre 2016, impliquant le vol Pakistan International Airlines 661.

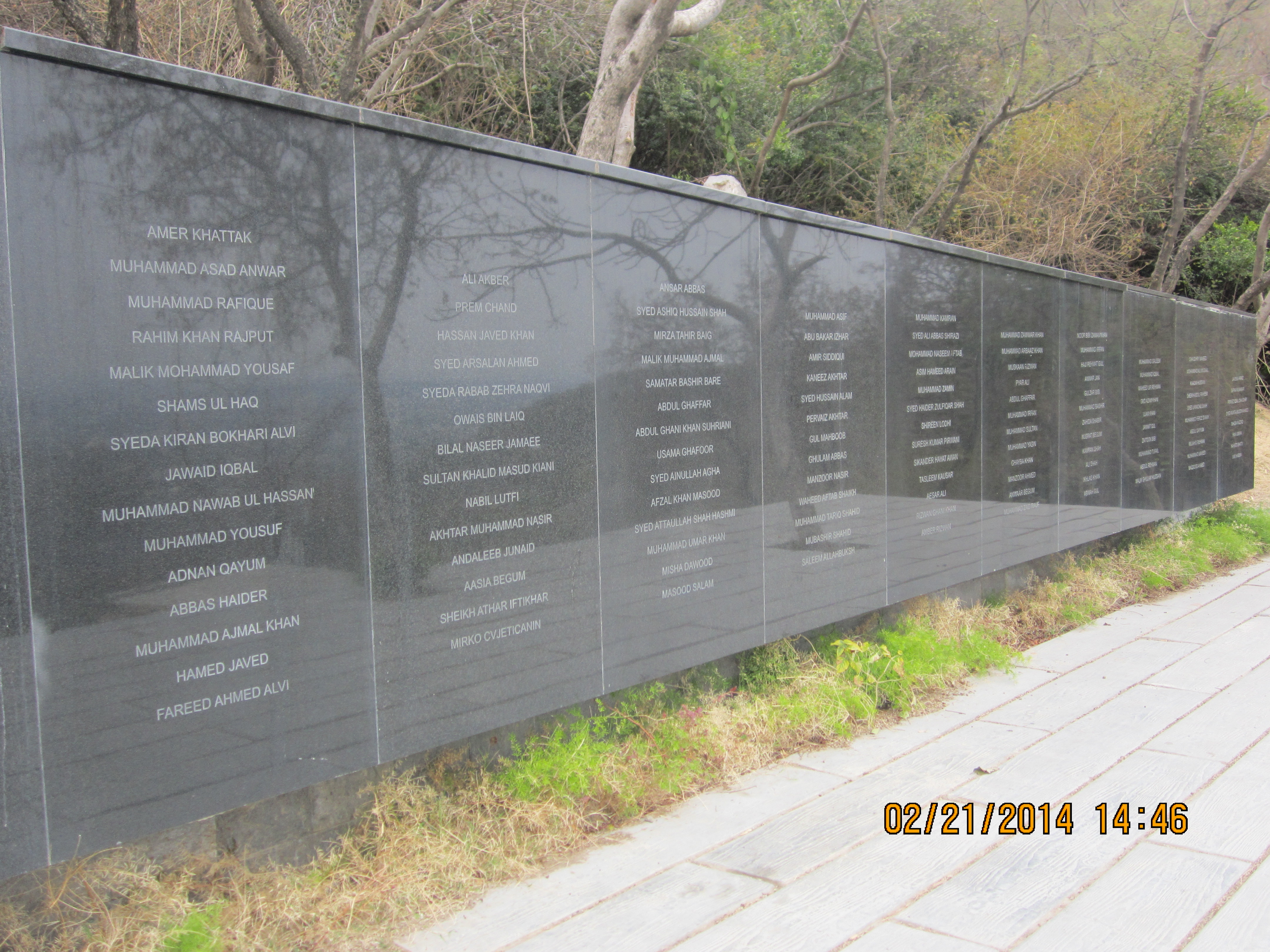
Mémorial en souvenir des victimes de l'accident.

Après le crash du vol 202, Airblue a promis aux familles des victimes qu'un mémorial serait érigé. Le mémorial devait coûter 20 millions de roupies et la conception finale a été finalisée en juin 2011. Le mémorial a finalement été construit près de Daman-e-Koh (en).
À l'occasion du 10e anniversaire de l'accident, les autorités d'Islamabad ont planté 152 arbres le long de la piste de Yadgar-e-Shuhada, les arbres représentant le nombre de personnes tuées dans l'accident.